# Hexatoma (Eriocera) australiensis
Hexatoma (Eriocera) australiensis is een tweevleugelige uit de familie steltmuggen (Limoniidae). De soort komt voor in het Australaziatisch gebied.